# Leptodontium gambaragarae
Leptodontium gambaragarae är en bladmossart som beskrevs av Negri 1908. Leptodontium gambaragarae ingår i släktet groddmossor, och familjen Pottiaceae. Inga underarter finns listade i Catalogue of Life.